# Terina rogersi
Terina rogersi är en fjärilsart som beskrevs av Louis Beethoven Prout 1915. Terina rogersi ingår i släktet Terina och familjen mätare. Inga underarter finns listade i Catalogue of Life.